# Фантастическая симфония

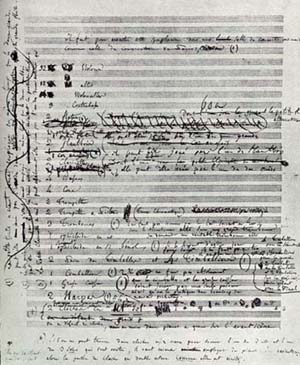
Первая страница авторской рукописи

Фантастическая симфония, ор. 14 (полное название «Эпизод из жизни артиста, фантастическая симфония в пяти частях» ― фр. Épisode de la vie d’un artiste, symphonie fantastique en cinq parties) ― симфония Гектора Берлиоза. Написанная в 1830 году, она стала одним из первых крупных сочинений в жанре программной музыки и одним из самых известных произведений композитора.
Содержание симфонии связано с возлюбленной Берлиоза — англо-ирландской актрисой Гарриет Смитсон. В 1847 году во время гастролей в России автор посвятил «Фантастическую симфонию» императору Николаю I.

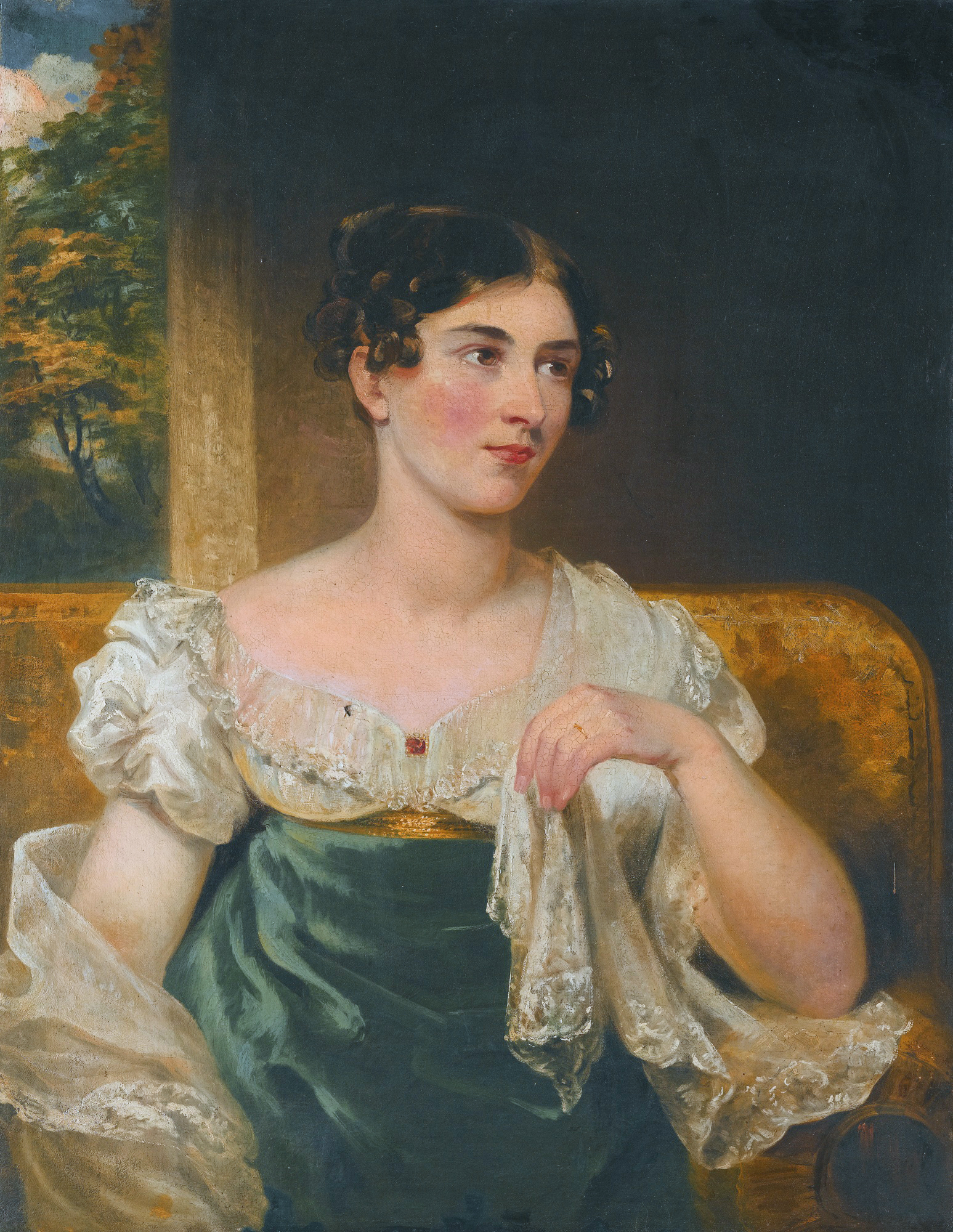
Портрет Гарриет Смитсон

## История создания
Берлиоз создавал Фантастическую симфонию в феврале―марте 1830 года. В марте её начал репетировать дирижёр Натан Блок, ранее дирижировавший первым персональным концертом из произведений Берлиоза, однако задуманная премьера не состоялась — согласно воспоминаниям композитора, потому, что необходимые для исполнения музыканты физически не помещались на сцене театра. Спустя несколько месяцев за партитуру взялся Франсуа Антуан Абенек, под управлением которого премьера состоялась 5 декабря 1830 года в зале Парижской консерватории. Исполнение прошло с большим успехом, но несмотря на это, композитор в дальнейшем подверг симфонию кардинальной переработке. В наше время она исполняется в редакции 1845 года.
Вскоре после завершения Фантастической симфонии Берлиоз написал монодраму «Лелио, или Возвращение к жизни» для чтеца, хора и оркестра. Построенная на тематическом материале Фантастической симфонии, она является своеобразным её продолжением, хотя далеко не всегда эти два произведения исполняются в одном концерте.

## Состав оркестра
- Две флейты (вторая во время исполнения заменяется на флейту-пикколо)
- Два гобоя (второй во время исполнения заменяется на английский рожок)
- Два кларнета (в I и III частях in B, во II in A, в IV и V ― in C), в V части первый кларнет заменяется на кларнет-пикколо
- Четыре фагота (кроме второй части)
- Четыре валторны
- Два корнет-а-пистона (кроме II части)
- Две трубы (кроме II и III частей)
- Три тромбона (в IV и V частях)
- Два офиклеида (в современной исполнительской практике заменяются на две тубы) (в IV и V частях)
- Литавры (кроме II части; в I части один исполнитель, в III ― четыре, в IV ― три, в V ― два)
- Малый барабан (только в IV части)
- Тарелки (в IV и V частях)
- Большой барабан (в IV и V частях)
- Два колокола: G и C (только в V части)
- Две арфы (только во II части)
- Первые скрипки
- Вторые скрипки
- Альты
- Виолончели
- Контрабасы

## Строение

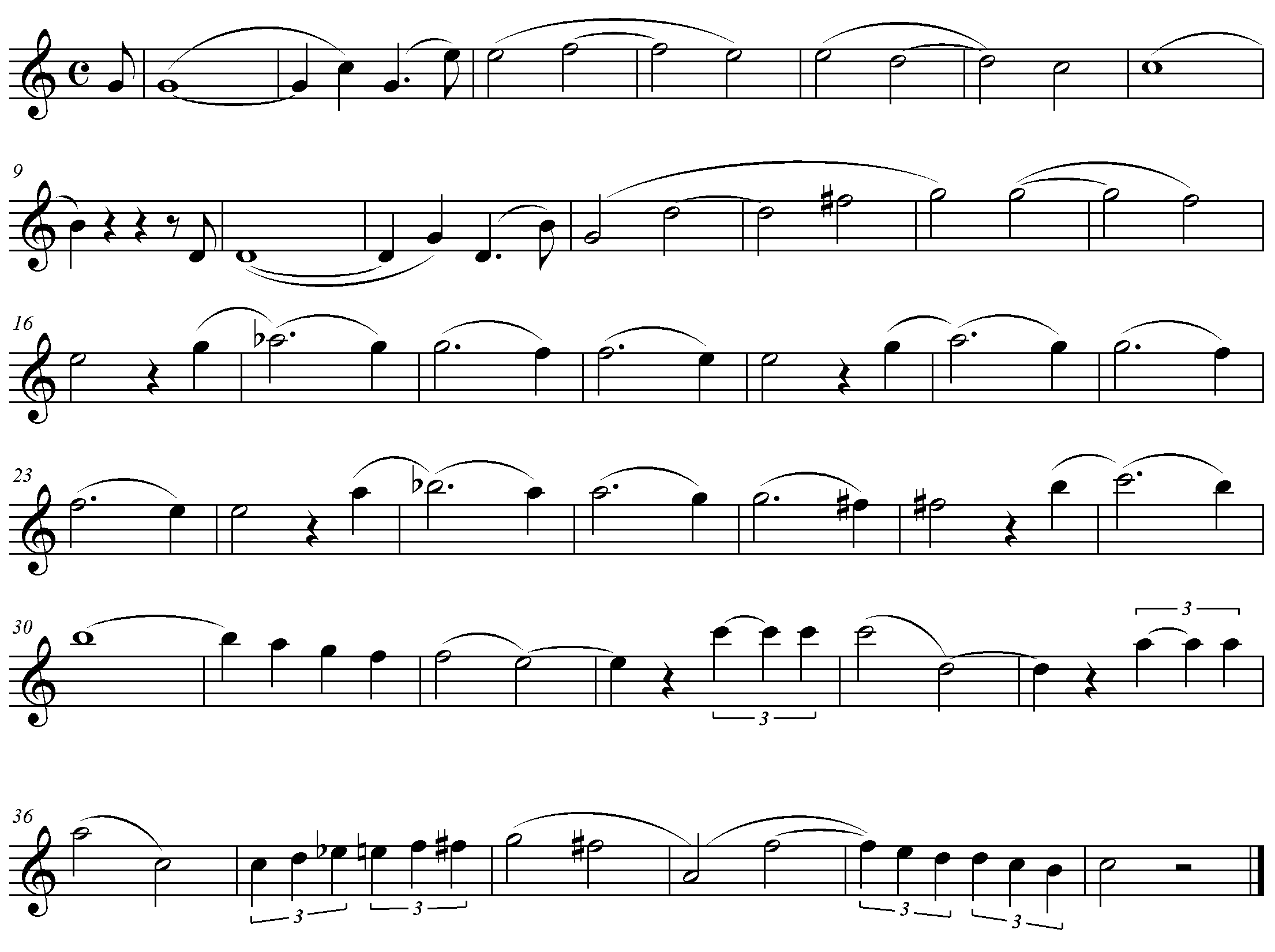
Лейтмотив симфонии — «тема возлюбленной»

В симфонии пять частей, каждой из которых Берлиоз предпослал название и краткое литературное вступление. Согласно предписанию композитора, текст должен быть прочитан только в том случае, если после Фантастической симфонии исполняется монодрама «Лелио, или Возвращение к жизни».
1. Мечтания ― Страсти (Rêveries ― Passions)
2. Бал (Un bal)
3. Сцена в полях (Scène aux champs)
4. Шествие на казнь (Marche au supplice)
5. Сон в ночь шабаша (Songe d’une nuit de sabbat)

Важное значение имеет idee fixe, лейтмотив возлюбленной, который объединяет все части в качестве основного музыкального образа симфонии. Лейтмотив возлюбленной, его элементы и модификации лежат в основе всего Allegro первой части, составляют «ядро» трехчастной сцены бала. В финале Фантастической симфонии Берлиоз использует во вступлении тему «Dies irae» (День гнева).

## Использование музыки
- 1936 — «Фантастическая симфония», третий симфонический балет Л. Ф. Мясина. В другие годы на музыку симфонии были поставлены одноимённые балеты другими балетмейстерами: Ивонной Георги (1954), Xайнцем Розеном, Томом Шиллингом (оба в 1967 году) и Роланом Пети́ (1974)[4]